# ニコラ＝ルイ・ド・ラカーユ
ニコラ＝ルイ・ド・ラカーユ（ラカイユ、Abbé Nicolas-Louis de Lacaille、1713年3月15日 - 1762年3月21日）は、フランスの天文学者。

## 人物
科学に興味を持ち、ジャック・カッシーニの援助により職を得る。最初はナント-バイヨンヌ間の海岸沿いの測量に従事し、その後1739年にフランスの子午線弧長の再測定を行った。カッシーニが1718年に発表した不正確な結果を改定することとなった、2年という期間を要したこの困難な仕事の成功には、彼の技能によるところが大きい。この仕事がフランス科学アカデミーに認められるところとなり、アカデミー委員とコレージュ・マザランの数学教授に任命される。その後南天観測の希望を申し出て、1751年から1752年（観測期間は諸説あり）まで、喜望峰（ケープタウン）に滞在し、南天の約10,000の恒星（42の星雲を含む）を観測した。1756年に1,930の恒星のカタログと、それを記した星図を出版した（フランス語）。そこで、のちに標準的に使われるようになった南天の14の新しい星座を設定した。このカタログの改訂版と星図は、彼の没後の1763年に発刊された著名な『南天恒星図』 Coelum Australe Stelliferum にも収録された（ラテン語）。星図は 『フラムスティード天球図譜』 の第2版（1776年）にも採録されている。ラカーユが観測した全ての恒星を含む完全なカタログは、19世紀になってからイギリスのフランシス・ベイリーによってなされた。

## ラカーユが設定した星座
以下の14星座が知られる。
がか座、けんびきょう座、コンパス座、じょうぎ座、ちょうこくぐ座、ちょうこくしつ座、テーブルさん座、とけい座、はちぶんぎ座、ぼうえんきょう座、ポンプ座、レチクル座、らしんばん座、ろ座。
また、アルゴ座を分割したとする説が流布されているが、星表上でアルゴ座の各部に名称を付けただけであり、分割はしていない。
これらの星座の多くは、日本からは観望しづらく、地域によっては全く見えないものもある。